# Edgar Maschmann

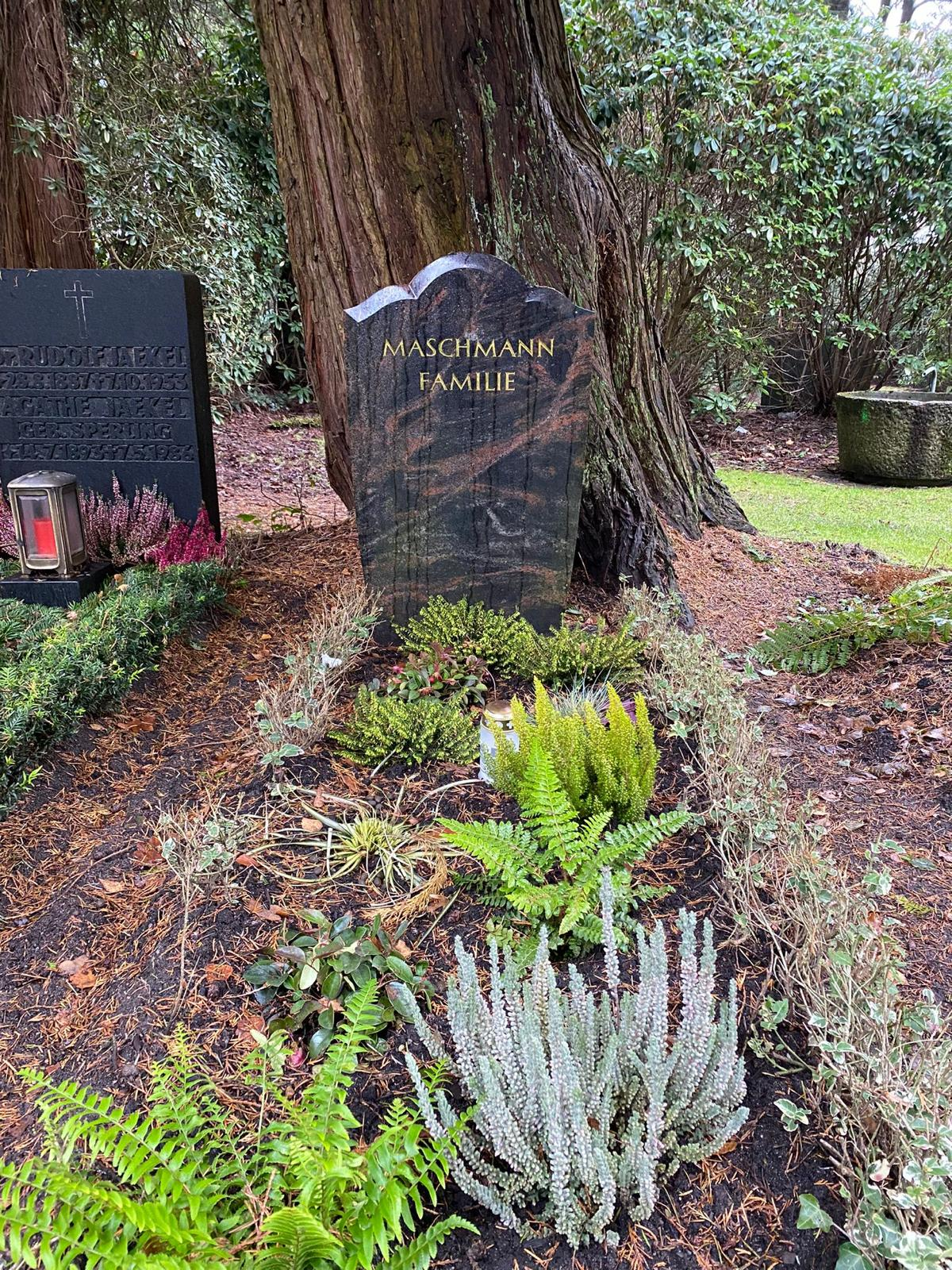
Grabstätte auf dem Friedhof Ohlsdorf

Edgar Maschmann (* 8. August 1920; † 10. September 1999) war ein deutscher Schauspieler und Hörspielsprecher.

## Wirken
Edgar Maschmann war von Beginn der 1960er Jahre bis 1995 ein vielbeschäftigter Darsteller in deutschen Fernsehserien und Fernsehfilmen. Bekannt wurde er vor allem auch durch etliche Rollen in Karl-May-Festspielaufzeichnungen des MDR-Fernsehens der 1960er und 1970er Jahre. Auch im Hörspielbereich lieh er seine Stimme gerne für Vertonungen der Romane von Karl May, aber auch für Kinder- und Jugendserien und für Hörspiele des Norddeutschen Rundfunks in niederdeutscher Mundart. Bühnenauftritte hatte Edgar Maschmann unter anderem zwischen 1965 und 1990 bei den Karl-May-Festspielen in Bad Segeberg und 1968 beim Karl-May-Festival in Berlin.
Edgar Maschmann war mit seiner Berufskollegin Senta Sommerfeld (1921–2018) verheiratet. Beide ruhen auf dem Friedhof Ohlsdorf in Hamburg. Die Grabstätte liegt im Planquadrat Q 8 oberhalb des Hamburgischen Gedächtnisfriedhofs.

## Filmografie (Auswahl)
- 1963: Das Fernsehgericht tagt (Fernsehserie, 2 Folgen)
- 1964: Stahlnetz: Rehe
- 1964: Stahlnetz: Strandkorb 421
- 1965: Gestatten, mein Name ist Cox (Fernsehserie, 1 Folge)
- 1965: John Klings Abenteuer (Fernsehserie, 1 Folge)
- 1965: Stahlnetz: Nacht zum Ostersonntag
- 1965: Old Surehand (Fernsehfilm) *
- 1966: Cliff Dexter (Fernsehserie, 1 Folge)
- 1966: Der Fall Angelika (Fernsehfilm)
- 1967: Polizeifunk ruft – Zwei Promille
- 1967: Ein Fall für Titus Bunge (Fernsehserie, 4 Folgen)
- 1967: Unter Geiern (Fernsehfilm) *
- 1967–1968: Landarzt Dr. Brock (Fernsehserie, 2 Folgen)
- 1967: Bürgerkrieg in Rußland (Fernseh-Fünfteiler)
- 1968: Das Ferienschiff (Fernsehserie, 1 Folge)
- 1968: Der Reformator (Fernsehfilm)
- 1968: Anker auf und Leinen los! (Fernsehserie, 2 Folgen)
- 1968–1983: Vorsicht Falle! (Fernsehserie, 5 Folgen)
- 1969: Gnade für Timothy Evans (Fernsehfilm)
- 1969: Zieh den Stecker raus, das Wasser kocht (Fernsehfilm)
- 1969: Nennen Sie mich Alex (Fernsehfilm)
- 1970: Ida Rogalski (Fernsehserie, 1 Folge)
- 1970: Miss Molly Mill (Fernsehserie, 1 Folge)
- 1970: Die Kriminalerzählung (Fernsehserie, 1 Folge)
- 1970: Der Portland-Ring (Fernsehfilm)
- 1970: Claus Graf Stauffenberg (Fernsehfilm)
- 1970: Der Fall Sorge (Fernsehfilm)
- 1971: Das hat man nun davon
- 1971: Hamburg Transit (Fernsehserie, 1 Folge)
- 1971: Maestro der Revolution? (Fernsehfilm)
- 1972: In den Schluchten des Balkan (Fernsehfilm) *
- 1973: Die Kriminalerzählung (Fernsehserie, 1 Folge)
- 1973: Unter Geiern – Der Geist des Llano Estacado (Fernsehfilm) *
- 1974: Das Vermächtnis des Inka (Fernsehfilm) *
- 1974: Die großen Detektive (Fernsehserie, 1 Folge)
- 1975: Im Auftrag von Madame (Fernsehserie, 1 Folge)
- 1975: Lehmanns Erzählungen (Fernsehfilm)
- 1975: Old Surehand (Fernsehfilm) *
- 1976: Winnetou I (Fernsehfilm) *
- 1976: Winnetou II (Fernsehfilm) *
- 1977: Der schwarze Mustang (Fernsehfilm) *
- 1977: Generale – Anatomie der Marneschlacht (Fernsehfilm)
- 1978: Aktenzeichen XY ... ungelöst (Fernsehserie, 1 Folge)
- 1978: Durchs wilde Kurdistan (Fernsehfilm) *
- 1979: Old Firehand (Fernsehfilm) *
- 1980: St. Pauli-Landungsbrücken (Fernsehserie, 1 Folge)
- 1981: Der Fuchs von Övelgönne (Fernsehserie, 1 Folge)
- 1986: Detektivbüro Roth (Fernsehserie, 1 Folge)
- 1987: Die Schwarzwaldklinik (Fernsehserie, 1 Folge)
- 1987: Großstadtrevier (Fernsehserie, 1 Folge)
- 1988: Tatort: Spuk aus der Eiszeit (Fernsehreihe)
- 1990: Der Landarzt (Fernsehserie, 1 Folge)
- 1992: Pension Sonnenschein (Fernsehfilm)
- 1994: Wolffs Revier (Fernsehserie, 1 Folge)
- 1995: Alles außer Mord (Fernsehserie, 1 Folge)

## Hörspiele (Auswahl)
- 1963: R. Holl: Die Jagd nach dem Täter; Folge: Das Mädchen Rose–Li – Regie: S. O. Wagner
- 1965: Karl May: Im Land der Skipetaren – Regie: Kurt Stephan
- 1965: Karl May: Im Tal des Todes – Regie: Frank Ullmann
- 1965: Karl May: In den Kordilleren – Regie: Kurt Stephan
- 1965: Karl May: Old Firehand – Regie: Dirk Hardegen
- 1965: Karl May: Old Surehand – Regie: Frank Ullmann
- 1965: Karl May: Von Bagdad nach Stambul – Regie: Kurt Stephan
- 1970: Karl May: Der Ölprinz – Regie: Frank Ullmann
- 1970: Johanna Spyri: Heidi's Rückkehr – Regie: Konrad Halver
- 1971: Lewis Carroll: Alice im Wunderland – Regie: Konrad Halver
- 1971: Lewis Wallace: Ben Hur – Regie: Konrad Halver
- 1971: Oscar Wilde: Der eigensüchtige Riese – Regie: Konrad Halver
- 1971: Alexandre Dumas: Der Graf von Monte Christo – Regie: Konrad Halver
- 1971: Emmy von Rhoden: Der Trotzkopf – Regie: Konrad Halver
- 1971: Alexandre Dumas: Die drei Musketiere – Regie: Konrad Halver
- 1971: Edward George Bulwer-Lytton: Die letzten Tage von Pompeji – Regie: Konrad Halver
- 1971: Ludwig Bechstein: Die sieben Schwaben – Regie: Konrad Halver
- 1971: Ludwig Bechstein: Goldmarie und Pechmarie – Regie: Konrad Halver
- 1971: Eberhard Alexander-Burgh: Robin Hood – Regie: Konrad Halver
- 1971: Daniel Defoe: Robinson Crusoe – Regie: Konrad Halver
- 1975: Theodor Fontane: Cécile (2 Teile) – Bearbeitung und Regie: Hermann Wenninger
- 1976: Franz Rehbein: Pellkantüffeln un Hering (3. Teil: De tweete Heimat) – Regie: Curt Timm
- 1977: Hilda Kühl: Plattdeutsch am Freitagabend; Folge: Mank Möhlsteen – Regie: Curt Timm
- 1977: Günter Kühn: Du steihst nich alleen – Regie: Curt Timm
- 1986: Hermann Otto: Hamstern. Niederdeutsches Hörspiel – Regie: Rolf Nagel
- 1986: Ubbo Gerdes: Frünnen – Regie: Wolfgang Rostock
- 1986: Bernard Fathmann: Burlala GmbH u. Co KG. Niederdeutsches Hörspiel – Regie: Frank Grupe
- 1986: Wolfgang Gerdt: Falsch verbunnen – Regie: Wolfgang Schenck
- 1987: Fritz Arend: Lieker as Liek – Regie: Michael Leinert
- 1989: Ernst-Otto Schlöpke: Dat Geweten – Regie: Frank Grupe
- 1991: Gudrun Münster: In de Ahuser Möhl – Regie: Edgar Bessen
- 1992: Georg Bühren: Niederdeutsches Hörspiel; Folge: Botterbrot – Regie: Jochen Schütt

Quellen: